# Осён
Осён (фр. Ossun, окс. Aussun) — коммуна во Франции, находится в регионе Юг — Пиренеи. Департамент — Верхние Пиренеи. Административный центр кантона Осён. Округ коммуны — Тарб.
Код INSEE коммуны — 65344.

## География

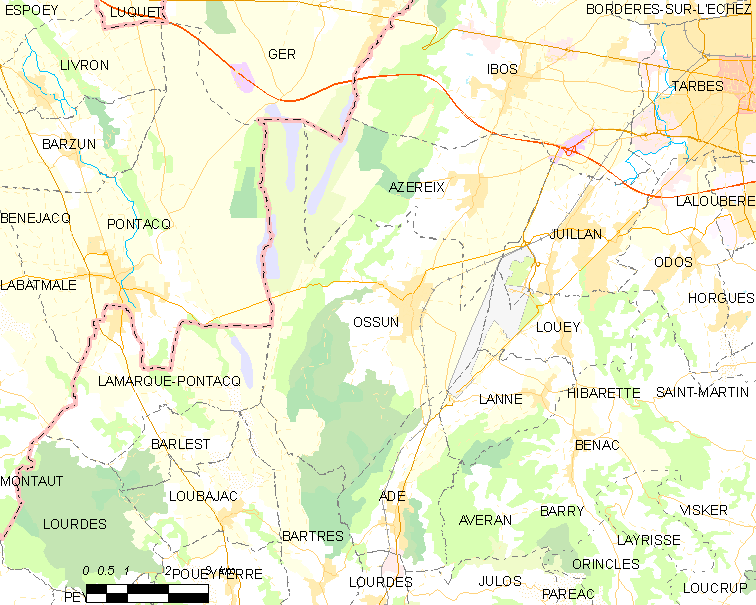
Карта коммуны

Коммуна расположена приблизительно в 660 км к югу от Парижа, в 130 км западнее Тулузы, в 10 км к юго-западу от Тарба.
Коммуна расположена в местности Бигорр.

## Климат
Климат умеренно-океанический с солнечной тёплой погодой и обильными осадками на протяжении практически всего года.

## Население
Население коммуны на 2010 год составляло 2322 человека.
| 1962 | 1968 | 1975 | 1982 | 1990 | 1999 | 2010 |
| ---- | ---- | ---- | ---- | ---- | ---- | ---- |
| 1837 | 1896 | 1837 | 1757 | 2083 | 2171 | 2322 |

## Администрация
| Период | Период | Фамилия          | Партия                  | Примечания |
| ------ | ------ | ---------------- | ----------------------- | ---------- |
| 1995   | 2001   | Шарль Барреа     | Социалистическая партия |            |
| 2001   | 2008   | Мишель Урн       | Социалистическая партия |            |
| 2008   | 2014   | Шарль Барреа     | Социалистическая партия |            |
| 2014   | 2020   | Франсис Борденав |                         |            |

## Экономика
В 2010 году среди 1442 человек трудоспособного возраста (15-64 лет) 1080 были экономически активными, 362 — неактивными (показатель активности — 74,9 %, в 1999 году было 72,1 %). Из 1080 активных жителей работали 998 человек (529 мужчин и 469 женщин), безработных было 82 (33 мужчины и 49 женщин). Среди 362 неактивных 121 человек были учениками или студентами, 159 — пенсионерами, 82 были неактивными по другим причинам.

## Достопримечательности
- Церковь Св. Власия
- Часовня Св. Иосифа
- Часовня Нотр-Дам

## Фотогалерея

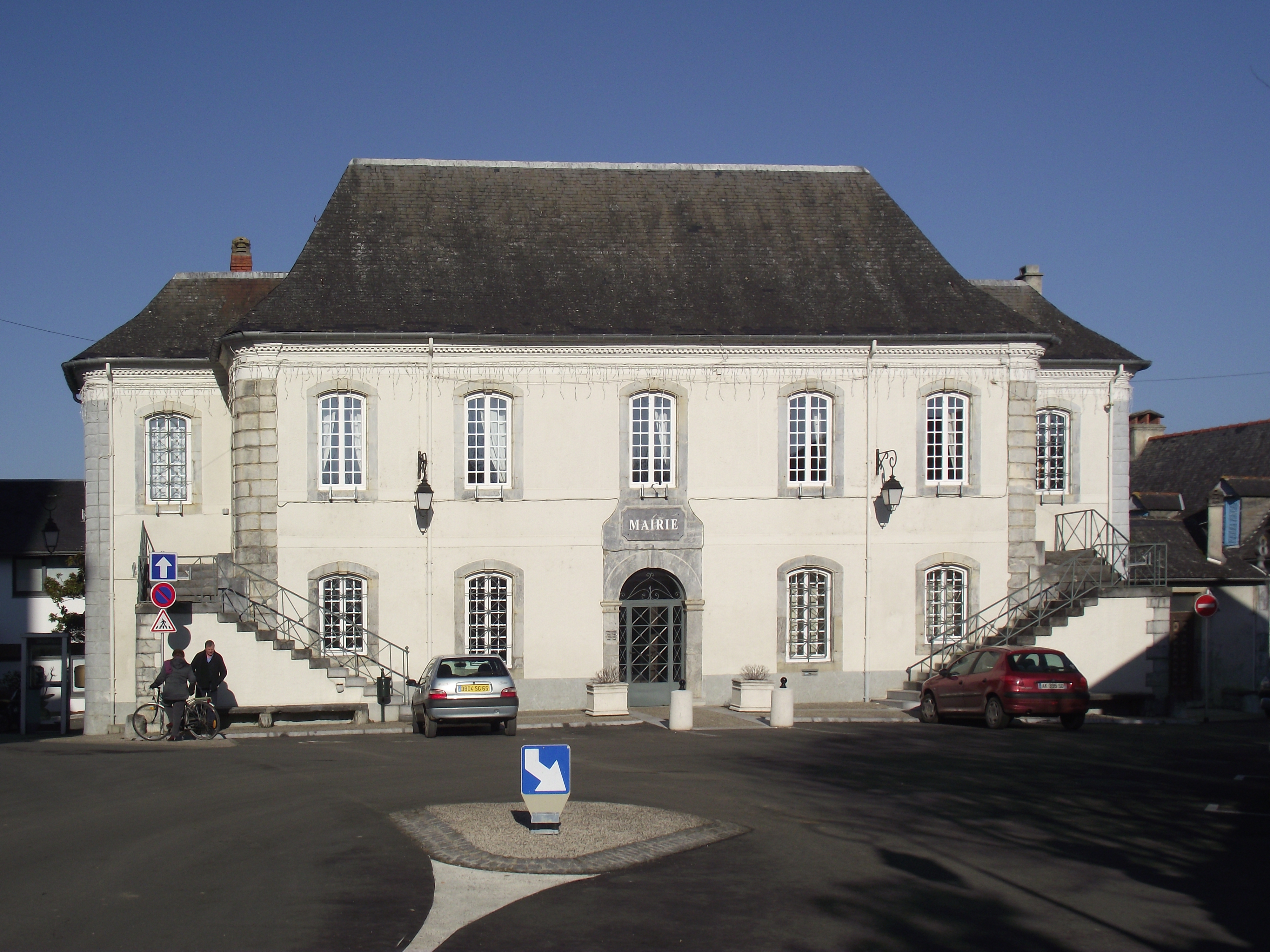
Мэрия
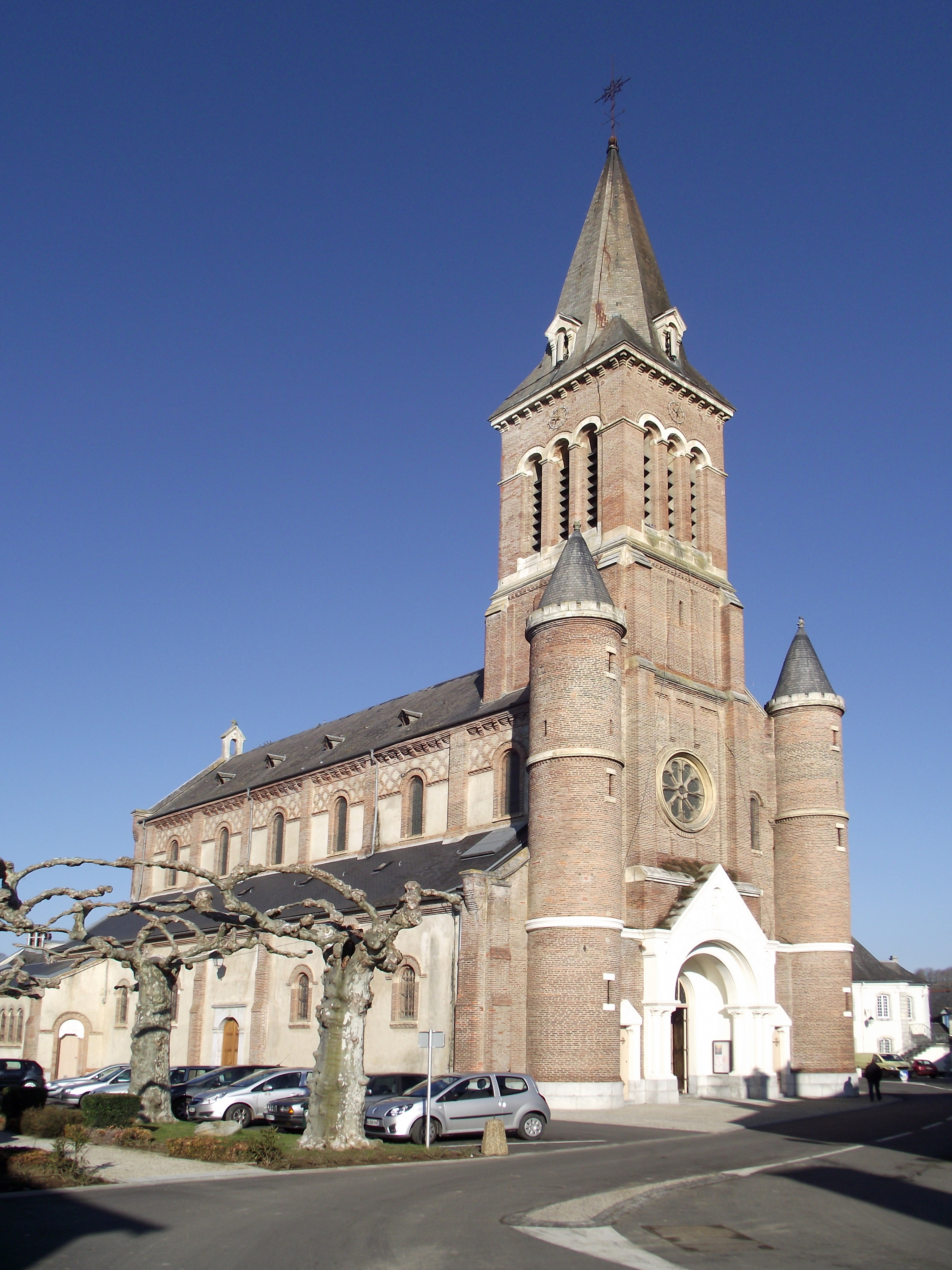
Церковь Св. Власия
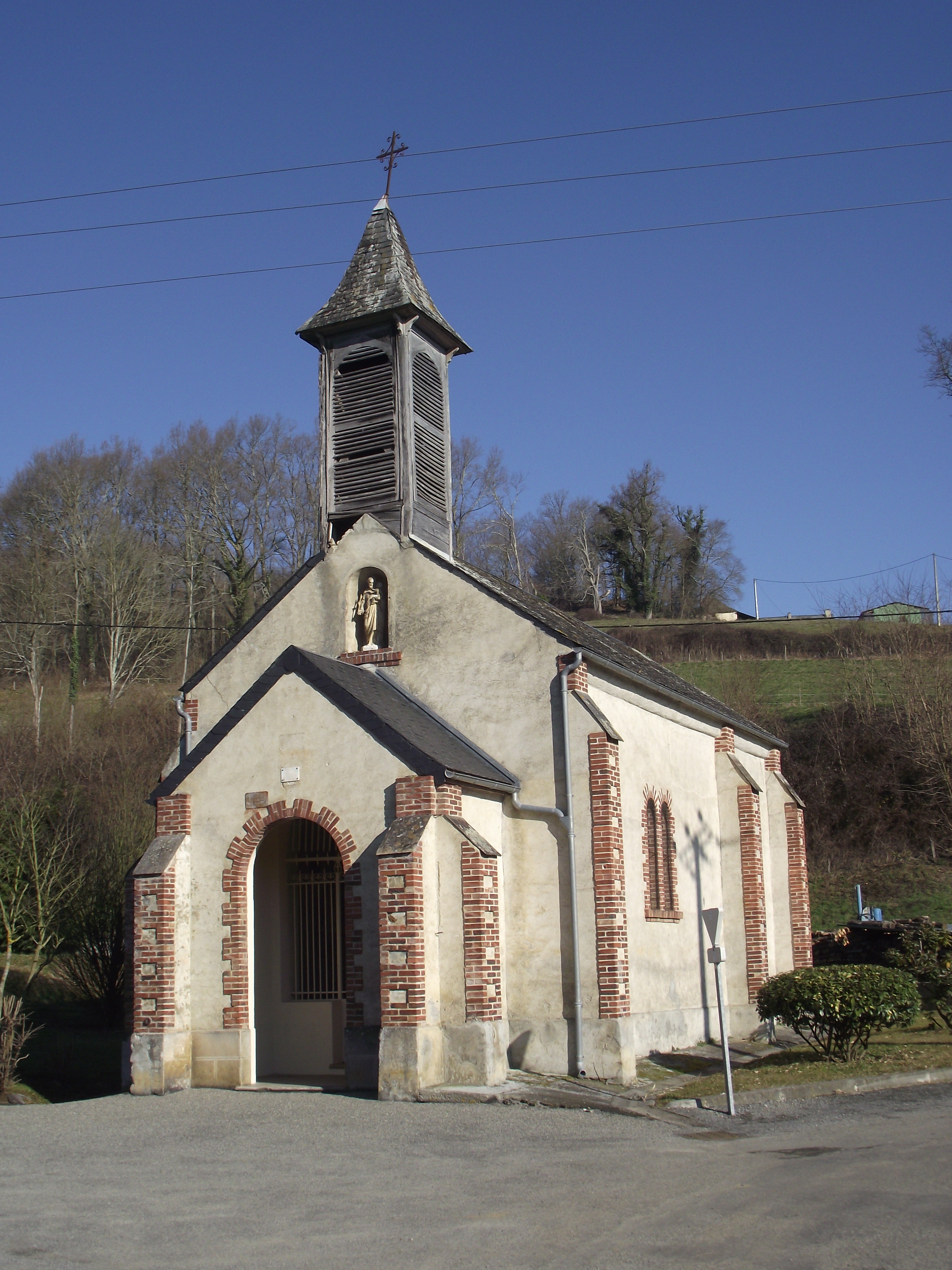
Часовня Св. Иосифа
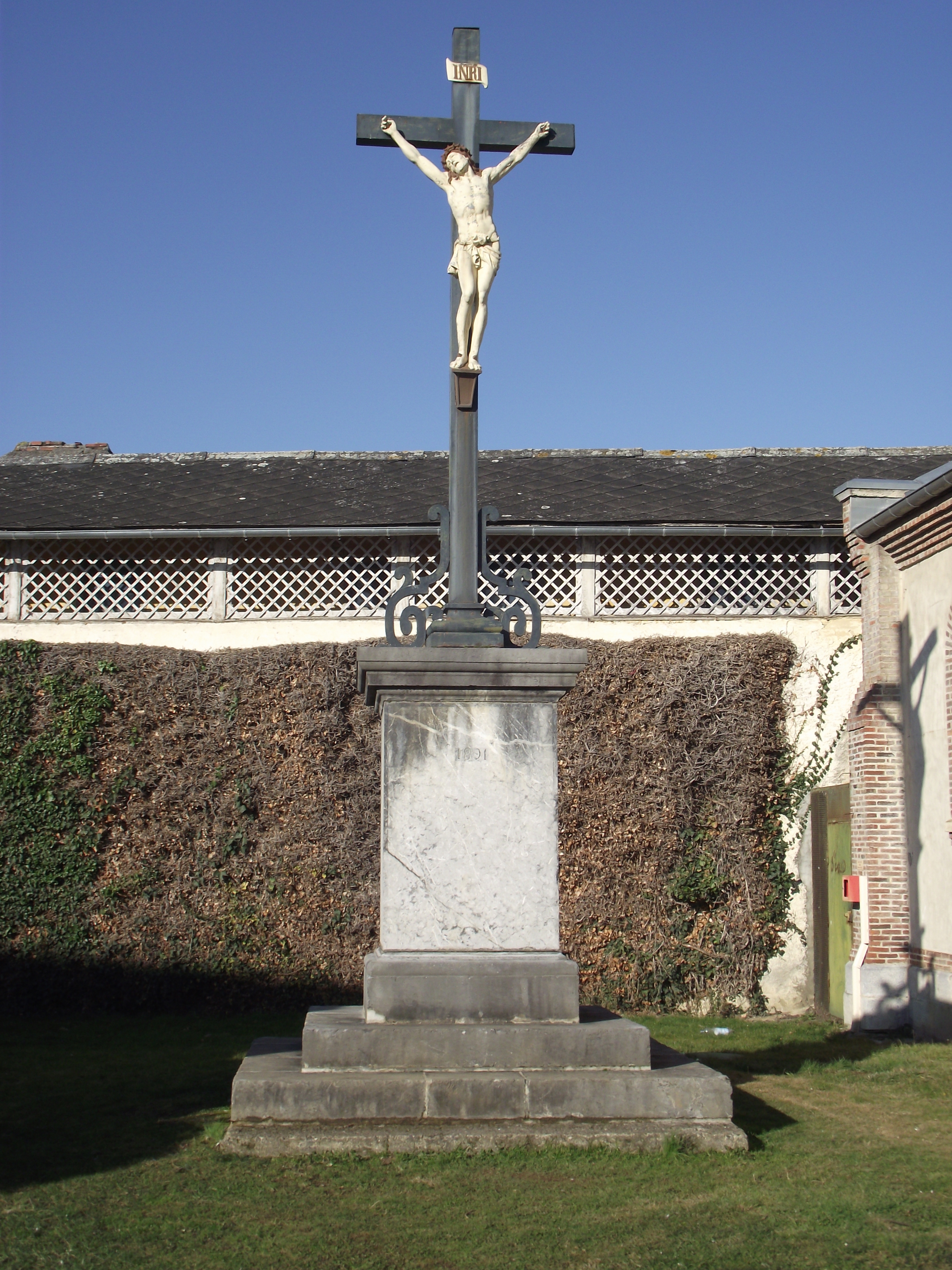
Крест
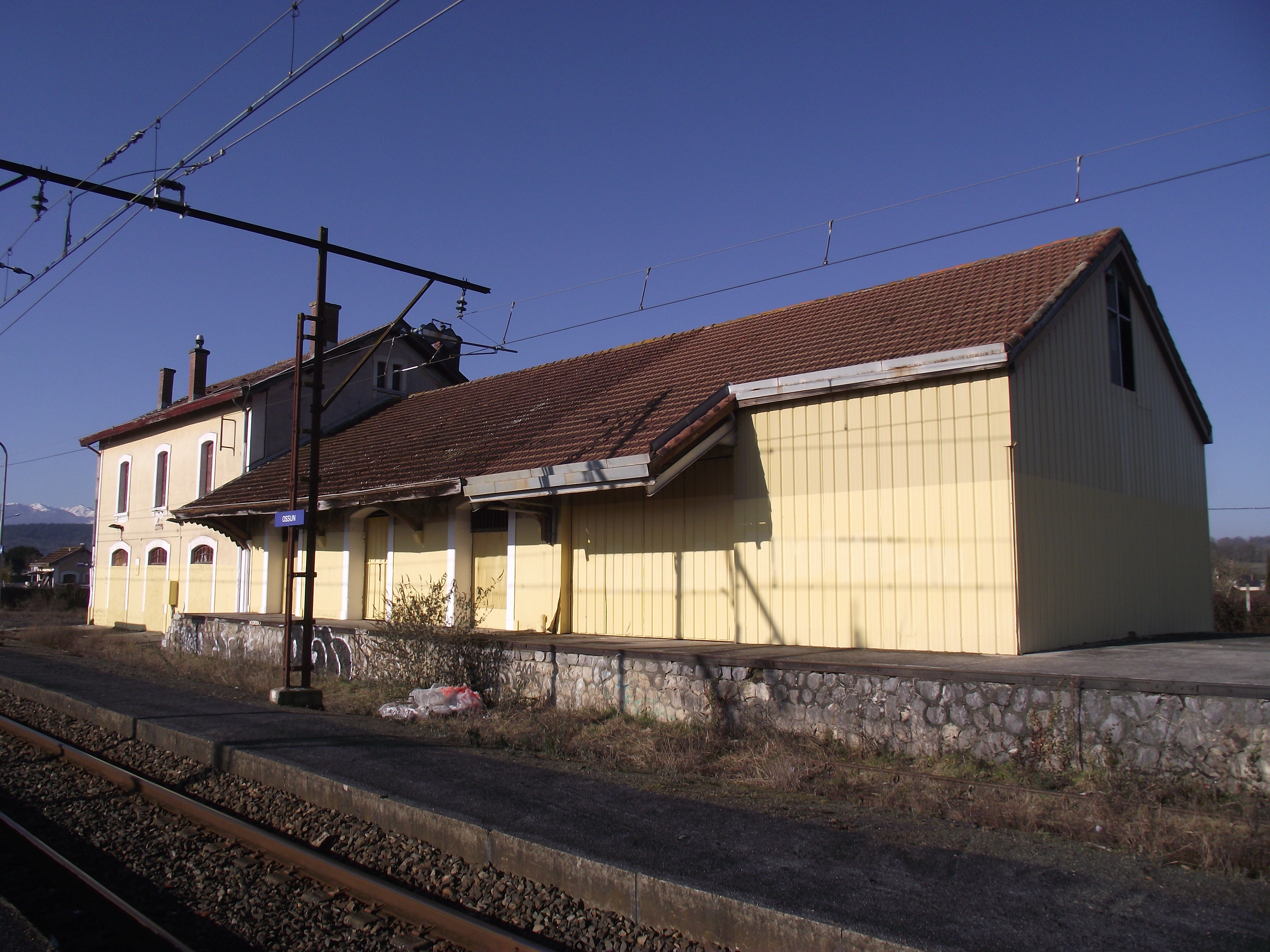
Вокзал
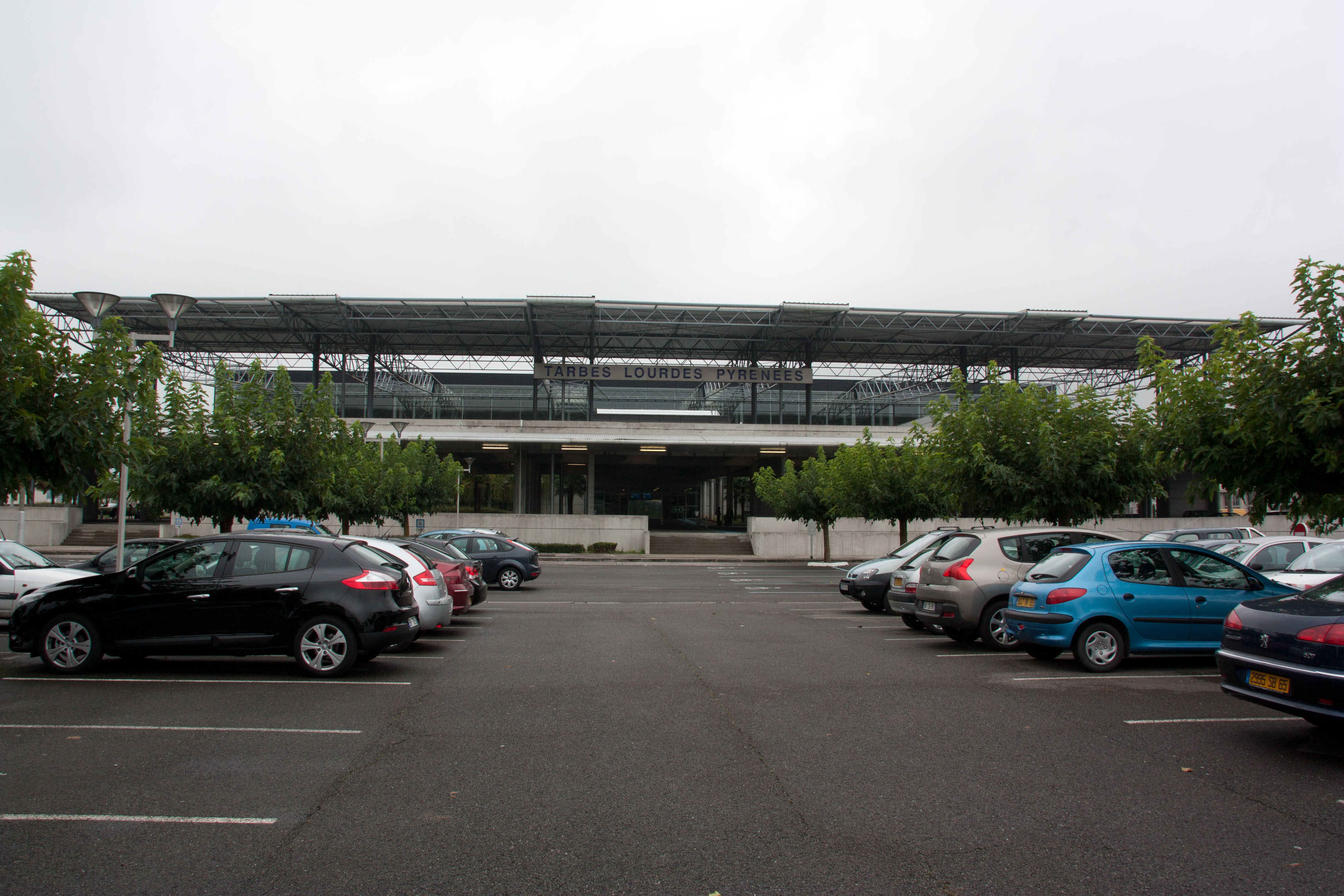
Аэропорт